# كاهل (مناخة)

تعديل مصدري - تعديل

كاهل هي إحدى قرى عزلة اليعابر بمديرية مناخة التابعة لمحافظة صنعاء، بلغ تعداد سكانها 31 نسمة حسب تعداد اليمن لعام 2016.